# Ремон III од Триполија
Ремон III од Триполија (1140 − септембар/октобар 1187) био је гроф Триполија од 1152. до 1187. године, кнез Галилеје и регент Јерусалимске краљевине од 1174. до 1176. (Балдуину IV) и од 1183. до 1185. године (Балдуину V).

## Прва владавина
Ремон III је син Ремона II од Триполија и Ходиерне од Триполија (ћерке Балдуина II). Наследио је престо 1153. године када су му оца убили асасини. Његова сестра Мелисенда од Триполија је била кандидат за жену византијског цара Манојла Комнина. Када је Манојло ипак одабрао Марију Комнин (ћерку Констанце Антиохијске и Боемунда II) Ремон је наоружао дванаест галија и опљачкао византијски Кипар.
Ремон је учествовао у бици код Харима. Док је јерусалимски краљ Амалрик предузео поход на Египат и опседао Ширкуа у Билбаи, Нур ад Дин напада небрањене крсташке државе. У бици код Харима (12. август 1164) заробљени су Ремон, Боемунд III и Жосцелин III. Ремон је у заробљеништву провео девет година.

## Друга владавина
Након изласка из заробљеништва Ремон поново постаје гроф Триполија. Функцију је до Ремоновог ослобађања обављао Амалрик као регент. Након Нур ад Динове смрти, Саладин покушава да уједини муслиманске територије. Ремон учествује у војсци Алепа која одбија Саладинове нападе.
Након Амалрикове смрти Ремон постаје регент његовом малолетном сину Балдуину IV. Посао је обавио поштено и 1176. године му предао престо. Дана 10. јуна 1179. године Ремон је заједно са Темпларима опкољен од стране гувернера Дамаска - Фарук Шаха. Велики мајстор Темплара, Одо од сен Амана је заробљен у тој бици (код Марџ Ујуна).

## Сукоби са крсташким баронима
Ремон улази у сукоб са Балдуином IV. Ремон и Боемунд III најавили су свој долазак у Јерусалим како би се поклонили у Цркви Светог Гроба. Балуин им безразложно није дозволио да уђу у град. Већ тада је Ремон био најмоћнији крсташки барон па се Балдуин вероватно плашио да ће му Ремон преотети престо. У исто време је Ремон у сукобу и са Жераром од Ришфоа, великим мајстором Темплара. Жерар је код Ремона провео три године у служби. Ремон му је обећао руку своје кћери, али ју је касније оженио неким богатим трговцем из Пизе који му је понудио онолико злата колико је млада тешка. Жерар од Ришфоа бесно напушта службу и одлази из Триполија. Године 1179. (или 1184.) постаје велики мајстор Темплара. Ремон је учествовао у бици под гором Тавор. Крсташи су доживели пораз од Саладинове армије.

## Последње године владавине
Године 1183. Балдуин IV именује Ремона регентом свога сина Балдуина V, а уколико он (Балдуин V) умре пре него што напуни 10 година, наследника јерусалимске круне одабраће римски папа, цар Светог римског царства и краљеви Енглеске и Француске. Већ тада Балдуин због лепре није могао сам ни да се креће. Приликом деблокаде Керака носили су га у носиљци. Након Балдуинове смрти (1185) Ремон постаје регент његовог малолетног сина. Склапа мир са Саладином. Балдуин V умире следеће године због чега настају борбе око престола између Ремона и Сибиле, старије ћерке краља Амалрика. У савезу са Сибилом, гроф Жосцелин III позива Ремона у свој дворац у Акри. Његово одсуство користи Сибила да уђе у Јерусалим и у Цркви Светог Гроба се крунише за краљицу. Одмах након крунисања, Сибила је круну ставила на главу свога мужа, Гаја Лизињанског. Ремон је покушао да изврши државни удар и на престо доведе Хамфрија IV од Торона (мужа Амалрикове друге ћерке Изабеле). Међутим, Хамфри се у одсудном тренутку уплашио и побегао.
Ремон је одбио да Гају преда вазалну заклетву и са Саладином склопио мир због чега је називан издајником. Када је чуо да Саладин припрема војску за џихад, Гај је позвао Ремона да се измире. Након погибије Хоспиталаца и Темплара код Кресовог врела, Ремон згрожен отказује савез са Саладином и измирује се са крсташким баронима. Када је угледао грофа како се приближава, краљ Гај је сишао са коња и пешке кренуо ка Ремону. Ремон је такође сишао и поклонио се пред краљем. Тако је постигнуто потпуно измирење.

## Битка код Хитина
Непосредно пред велику битку код Хитина, Саладин опседа Тиберијас у коме се налазила Ремонова жена Ешива. И поред тога, Ремон није желео да несмотрено упадне у клопку. Сам је предлагао краљу Гају да одустану од акције деблокаде Тиберијаса и сачекају јесен када ће се Саладин сам морати повући. Ови предлози су дочекани са страховитим увредама од стране Жерара од Ришфоа и Ренеа од Шатијона. Гај је послушао њихов предлог и наредио покрет војске ка Тиберијасу. Крсташи су морали проћи кроз пустињу како би стигли до "Труба са Хитина", јединог пролаза до Тиберијаса кроз планине. Током марша кроз пустињу, многи крсташи су дехидрирали. Стигавши до "Труба са Хитина" крсташи су сазнали да су муслимани закопали бунаре. Тамо их је Саладин и дочекао.
Ремон је на почетку битке страховитим јуришима коњице угрозио и самог Саладина који се у очајању молио Алаху за помоћ. Грешку је починио када је наредио војсци да се улогори током ноћи. Већ измучена жеђу, војска је морала да проведе још једну ноћ без воде. Следећег дана су крсташи сазнали да су опкољени. Снажним ударом коњице Ремон је успео да пробије обруч и са својим војницима побегне ка Сефореји. Остатак крсташа је изгинуо или је заробљен.
Након битке код Хитина и пада Јерусалима, територија грофовије Триполи је смањена на обални део дуг тек око 90 км. Ремон је знао да би и то изгубио само једним Саладиновим нападом. Сматрао се одговорним за крсташку погибију код Хитина. Умро је крајем 1187. године. Наследио га је син Боемунда III, Боемунд IV. Ремон је престо оставио своме сину Ремону IV, али је овај из неког разлога одбио. Смрћу Ремона III потпуно је изумрла лоза Ремона од Сен Жила, чувеног крсташког војсковође из Првог крсташког рата.

## Породично стабло
|  |                            |  |  |  |  |  |  |  |  |  |  |  |  |  |  |  |
|  | 16. Ремон IV Тулуски       |  |  |  |  |  |  |  |  |  |  |  |  |  |  |  |
|  |                            |  |  |  |  |  |  |  |  |  |  |  |  |  |  |  |
|  |                            |  |  |  |  |  |  |  |  |  |  |  |  |  |  |  |
|  | 8. Бертран од Тулуза       |  |  |  |  |  |  |  |  |  |  |  |  |  |  |  |
|  |                            |  |  |  |  |  |  |  |  |  |  |  |  |  |  |  |
|  |                            |  |  |  |  |  |  |  |  |  |  |  |  |  |  |  |
|  | 4. Понс од Триполија       |  |  |  |  |  |  |  |  |  |  |  |  |  |  |  |
|  |                            |  |  |  |  |  |  |  |  |  |  |  |  |  |  |  |
|  |                            |  |  |  |  |  |  |  |  |  |  |  |  |  |  |  |
|  | 2. Рајмунд II од Триполија |  |  |  |  |  |  |  |  |  |  |  |  |  |  |  |
|  |                            |  |  |  |  |  |  |  |  |  |  |  |  |  |  |  |
|  |                            |  |  |  |  |  |  |  |  |  |  |  |  |  |  |  |
|  | 20. Анри I                 |  |  |  |  |  |  |  |  |  |  |  |  |  |  |  |
|  |                            |  |  |  |  |  |  |  |  |  |  |  |  |  |  |  |
|  |                            |  |  |  |  |  |  |  |  |  |  |  |  |  |  |  |
|  | 10. Филип I Француски      |  |  |  |  |  |  |  |  |  |  |  |  |  |  |  |
|  |                            |  |  |  |  |  |  |  |  |  |  |  |  |  |  |  |
|  |                            |  |  |  |  |  |  |  |  |  |  |  |  |  |  |  |
|  | 21. Ана Кијевска           |  |  |  |  |  |  |  |  |  |  |  |  |  |  |  |
|  |                            |  |  |  |  |  |  |  |  |  |  |  |  |  |  |  |
|  |                            |  |  |  |  |  |  |  |  |  |  |  |  |  |  |  |
|  | 5. Цецилија Француска      |  |  |  |  |  |  |  |  |  |  |  |  |  |  |  |
|  |                            |  |  |  |  |  |  |  |  |  |  |  |  |  |  |  |
|  |                            |  |  |  |  |  |  |  |  |  |  |  |  |  |  |  |
|  | 11. Бертрада од Монфорта   |  |  |  |  |  |  |  |  |  |  |  |  |  |  |  |
|  |                            |  |  |  |  |  |  |  |  |  |  |  |  |  |  |  |
|  |                            |  |  |  |  |  |  |  |  |  |  |  |  |  |  |  |
|  | 1. Ремон III од Триполија  |  |  |  |  |  |  |  |  |  |  |  |  |  |  |  |
|  |                            |  |  |  |  |  |  |  |  |  |  |  |  |  |  |  |
|  |                            |  |  |  |  |  |  |  |  |  |  |  |  |  |  |  |
|  | 24. Baldwin of Le Bourg    |  |  |  |  |  |  |  |  |  |  |  |  |  |  |  |
|  |                            |  |  |  |  |  |  |  |  |  |  |  |  |  |  |  |
|  |                            |  |  |  |  |  |  |  |  |  |  |  |  |  |  |  |
|  | 12. Иго I Ретел            |  |  |  |  |  |  |  |  |  |  |  |  |  |  |  |
|  |                            |  |  |  |  |  |  |  |  |  |  |  |  |  |  |  |
|  |                            |  |  |  |  |  |  |  |  |  |  |  |  |  |  |  |
|  | 25.                        |  |  |  |  |  |  |  |  |  |  |  |  |  |  |  |
|  |                            |  |  |  |  |  |  |  |  |  |  |  |  |  |  |  |
|  |                            |  |  |  |  |  |  |  |  |  |  |  |  |  |  |  |
|  | 6. Балдуин II Јерусалимски |  |  |  |  |  |  |  |  |  |  |  |  |  |  |  |
|  |                            |  |  |  |  |  |  |  |  |  |  |  |  |  |  |  |
|  |                            |  |  |  |  |  |  |  |  |  |  |  |  |  |  |  |
|  | 26. Bouchard of Monthléry  |  |  |  |  |  |  |  |  |  |  |  |  |  |  |  |
|  |                            |  |  |  |  |  |  |  |  |  |  |  |  |  |  |  |
|  |                            |  |  |  |  |  |  |  |  |  |  |  |  |  |  |  |
|  | 13. Мелисенда Ретел        |  |  |  |  |  |  |  |  |  |  |  |  |  |  |  |
|  |                            |  |  |  |  |  |  |  |  |  |  |  |  |  |  |  |
|  |                            |  |  |  |  |  |  |  |  |  |  |  |  |  |  |  |
|  | 27. Adelaide of Crécy      |  |  |  |  |  |  |  |  |  |  |  |  |  |  |  |
|  |                            |  |  |  |  |  |  |  |  |  |  |  |  |  |  |  |
|  |                            |  |  |  |  |  |  |  |  |  |  |  |  |  |  |  |
|  | 3. Ходиерна од Триполија   |  |  |  |  |  |  |  |  |  |  |  |  |  |  |  |
|  |                            |  |  |  |  |  |  |  |  |  |  |  |  |  |  |  |
|  |                            |  |  |  |  |  |  |  |  |  |  |  |  |  |  |  |
|  | 14. Габријел од Мелитене   |  |  |  |  |  |  |  |  |  |  |  |  |  |  |  |
|  |                            |  |  |  |  |  |  |  |  |  |  |  |  |  |  |  |
|  |                            |  |  |  |  |  |  |  |  |  |  |  |  |  |  |  |
|  | 7. Морфија од Мелитене     |  |  |  |  |  |  |  |  |  |  |  |  |  |  |  |
|  |                            |  |  |  |  |  |  |  |  |  |  |  |  |  |  |  |
|  |                            |  |  |  |  |  |  |  |  |  |  |  |  |  |  |  |